# 黑暗時代之無證妓女
《黑暗時代之無證妓女》是一部由南燕執導的2001年香港電影，由陳穎妍、尹揚明及羅蘭主演。

## 主要演員
- 陳穎妍 飾 何少芬
- 尹揚明 飾 陳鋒
- 張綺桐 飾 梁碧玉
- 羅蘭 飾 碧玉外婆
- 鄭艷麗 飾 李少蘭
- 鄧一君 飾 王國柱
- 吳浣儀 飾 芬母
- 何家駒 飾 俊哥
- 林偉雄 飾 阿偉

## 外部連結
- 香港影庫上《黑暗時代之無證妓女》的資料（繁體中文）
- 豆瓣电影上《黑暗時代之無證妓女》的資料 （简体中文）
- 互联网电影数据库（IMDb）上《黑暗時代之無證妓女》的资料（英文）